# Chunichi Dragons
A Chunichi Dragons (japánul: 中日ドラゴンズ) japán baseballcsapat, székhelyük a Aicsi prefektúrabeli Nagoja. A Nippon Professional Baseballban, a Központi Ligában játszanak. A csapatot 1936-ben alapították Nagojában, és azóta is itt játszanak.

## Visszavont mezszámok
- 10 Tsuguhiro Hattori, dobó, menedzser. Visszavonva: 1958.
- 15 Michio Nishizawa, dobó, menedzser.  Visszavonva: 1958.